# Манучехр-хан
Манучехр-хан (Манучир, Манучер или Манучар) или Манучар Ениколопянц— хан, главный евнух шахского гарема. Правитель Исфахана. Происходил из армянского рода Ениколоповых

## Биография
Манучехр-хан принадлежал к тифлисскому армянскому роду Ениколоповых (или Ениколопянц). В раннем детстве, во время набега персов на Тифлис, был захвачен и угнан в глубь Персии. В  Иране армянский мальчик попал в гарем, и с течением времени стал главным евнухом Фатх-Али-шаха. После смерти шаха Аббас-мирзы, в борьбе за трон поддержал его сына Мохаммад-мирзу, который впоследствии стал шахом. За поддержку Мохаммад-шах назначил Манучехр-хана правителем Исфахана
Умер в 1847 году. Похоронен в Мавзолее Фатимы Масуме.